# .edu
O domínio .edu é o domínio de topo patrocinado que é utilizado para sites que são de instituições de educação dos Estados Unidos ou de instituições de educação estrangeiras reconhecidas por agências de credibilidade dos Estados Unidos.